# Jakovlev
A Jakovlev tervezőiroda Oroszországban működő repülőgéptervező és -gyártó vállalat. Repülőgépeinek típusjelzése a Jakovlev vezetéknév rövidítése, a Jak (Як). 2004-től az Irkut vállalat része és annak tervezőirodájaként működik Jakovlev Mérnöki Központ néven.

## Története
A tervezőirodát Alekszandr Jakovlev alapította 1934-ben, bár maga Jakovlev első motoros repülőgépének, az AIR–1 első repülésének időpontját, 1927. május 12-ét tartotta a tervezőiroda születésnapjának. A szovjet repülőgépiparban használt kódja OKB–115 volt. A tervezőiroda saját gyártási bázisát a 115. sz. repülőgépgyár alkotta.
A tervezőiroda első sikeres típusai a második világháború alatt kifejlesztett légcsavaros vadászrepülőgépek voltak. A tervezőiroda a harci repülőgépeken kívül utasszállító repülőgépek, helikopterek, sport- és gyakorló repülőgépek tervezésével is foglalkozott. A Jakovlev tervezőirodában készült a Szovjetunióban üzembe állított első helyből felszálló vadászrepülőgép. A vállalat tervezte többek között a kisméretű Pcsela távirányítású felderítő repülőgépet is. A cég legutolsó modellje a Jak–130 gyakorló repülőgép, amelynek gyártása Nyizsnyij Novgorodban, a Szokol Repülőgépgyárban folyik.
A tervezőiroda 1992 márciusában Jakovlev Repülőgépgyártó Vállalat néven egyesült a Szmolenszki Repülőgépgyárral. Később a céget privatizálták, és Jak Repülőgépgyártó Vállalat néven működött tovább. Az orosz kormány 2007-ben döntött, hogy Egyesített Repülőgépgyártó Vállalat (Объединённая авиастроительная корпорация) néven egy holdingban vonja össze a nagy repülőgépgyártó vállalatokat, így az RSZK MiG, az Iljusin, a Szuhoj, a Tupoljev, a Jakovlev repülőgépgyártó vállalatokat, valamint az Irkutszki Repülőgépgyárat.
2004-ben a tervezőirodát az Irkut vállalathoz csatolták. Közben jelentősen átalakították. Felszámolták a moszkvai gyártóbázisát, ingatlanait eladták, a korábbi 1400 fős dolgozói létszámot 311-re csökkentették, a megmaradt részeiből pedig létrehozták az Irkut vállalat Jakovlev Mérnöki Központját.

## A Jakovlev tervezőiroda repülőgépei

### Vadászrepülőgépek
- Jak–1
- Jak–3
- Jak–5
- Jak–7
- Jak–9
- Jak–15
- Jak–17
- Jak–23

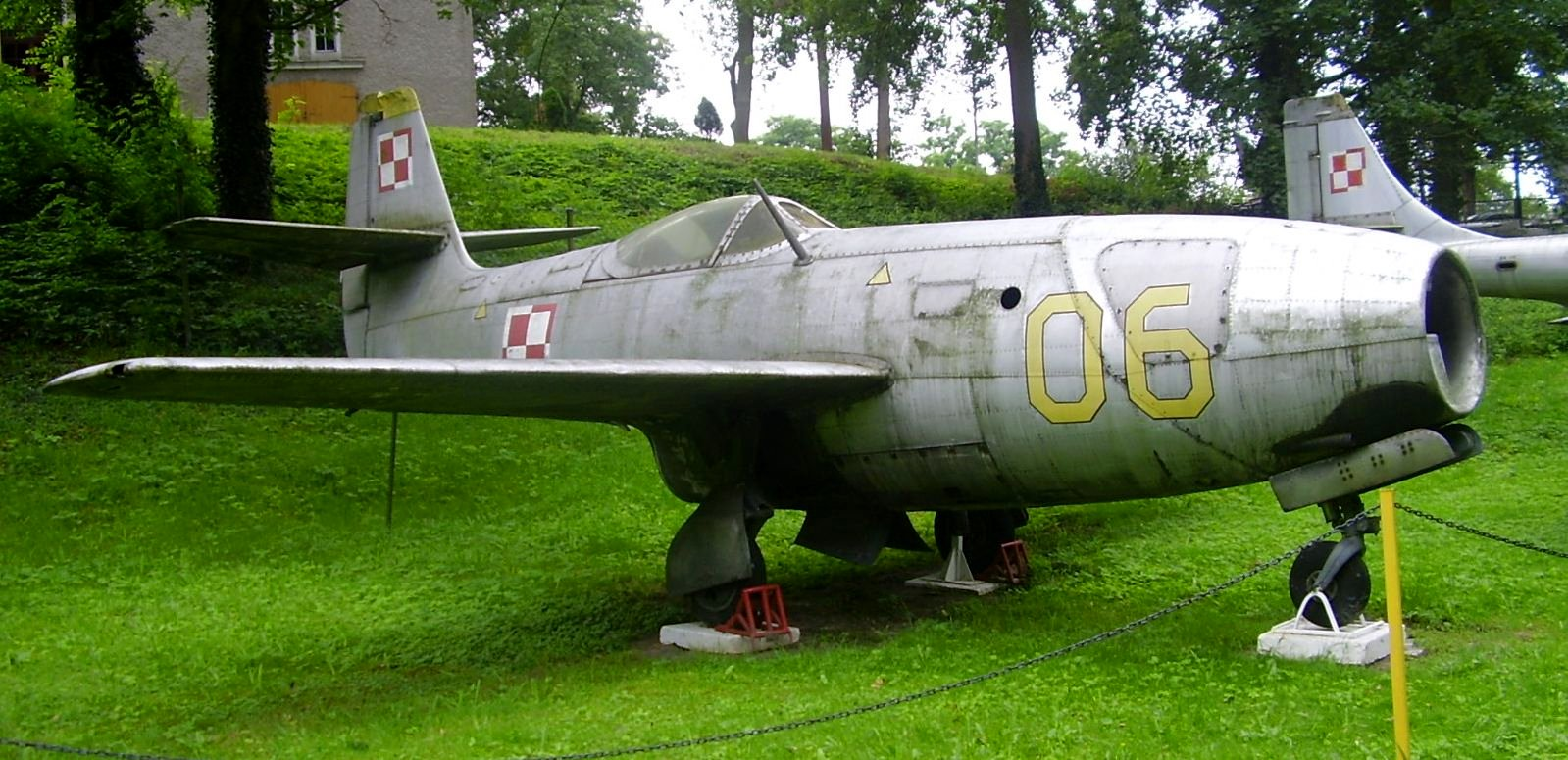
Jak–23

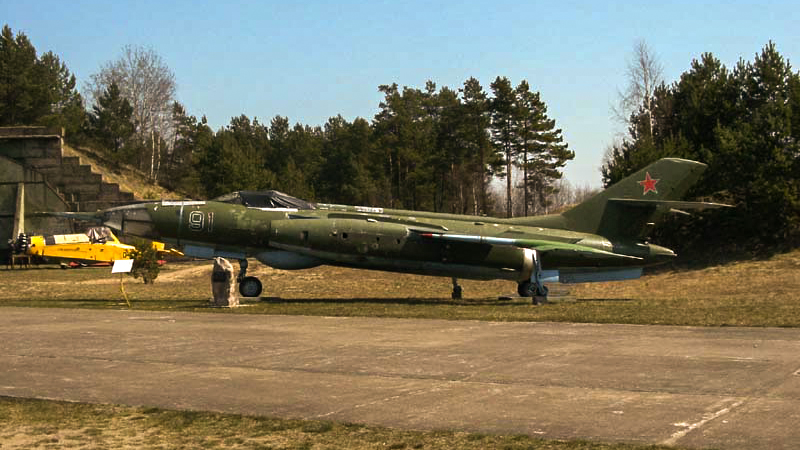
Jak–28

- Jak–50 (a típusjelzés első használata)
- Jak–36
- Jak–38
- Jak–141

### Bombázó és vadászbombázó repülőgépek
- Jak–2
- Jak–4
- Jak–26
- Jak–28

### Szállító repülőgépek
- Jak–6
- Jak–8

### Utasszállító repülőgépek

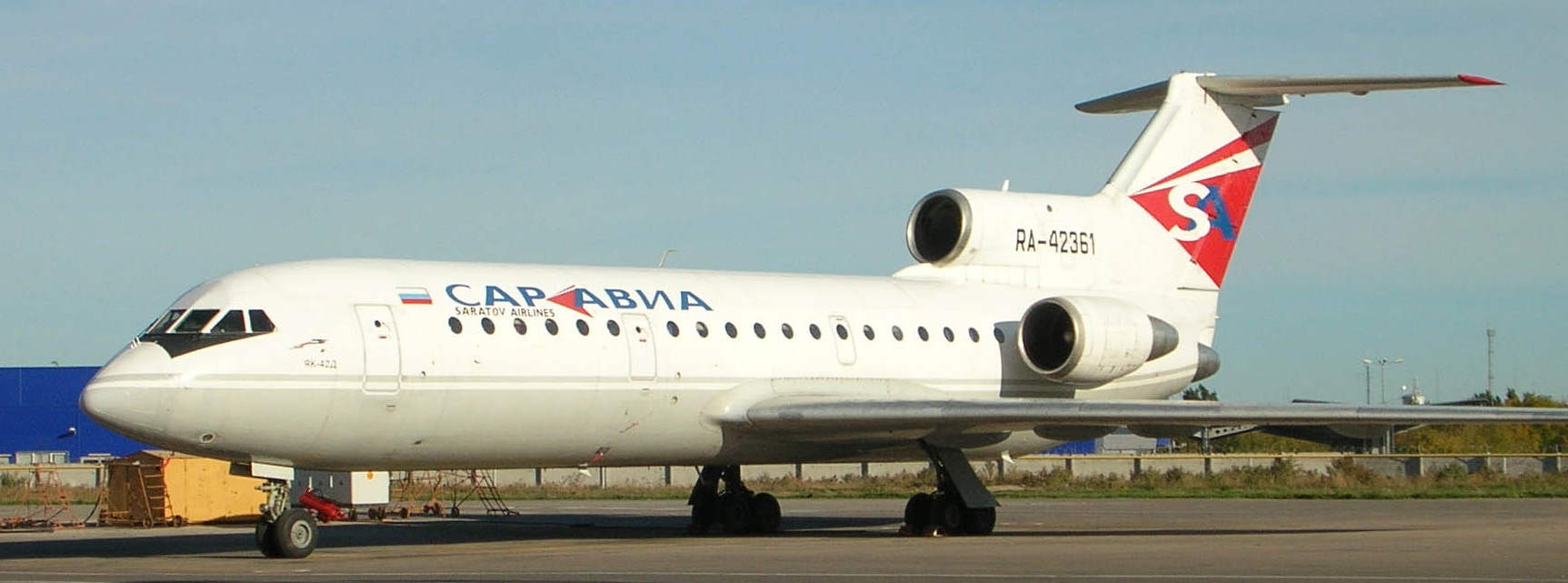
Jak–42

- Jak–40
- Jak–42

### Gyakorló-, oktató- és sportrepülőgépek
- Jak–11
- Jak–18
- Jak–50 (a típusjelzés második használata)

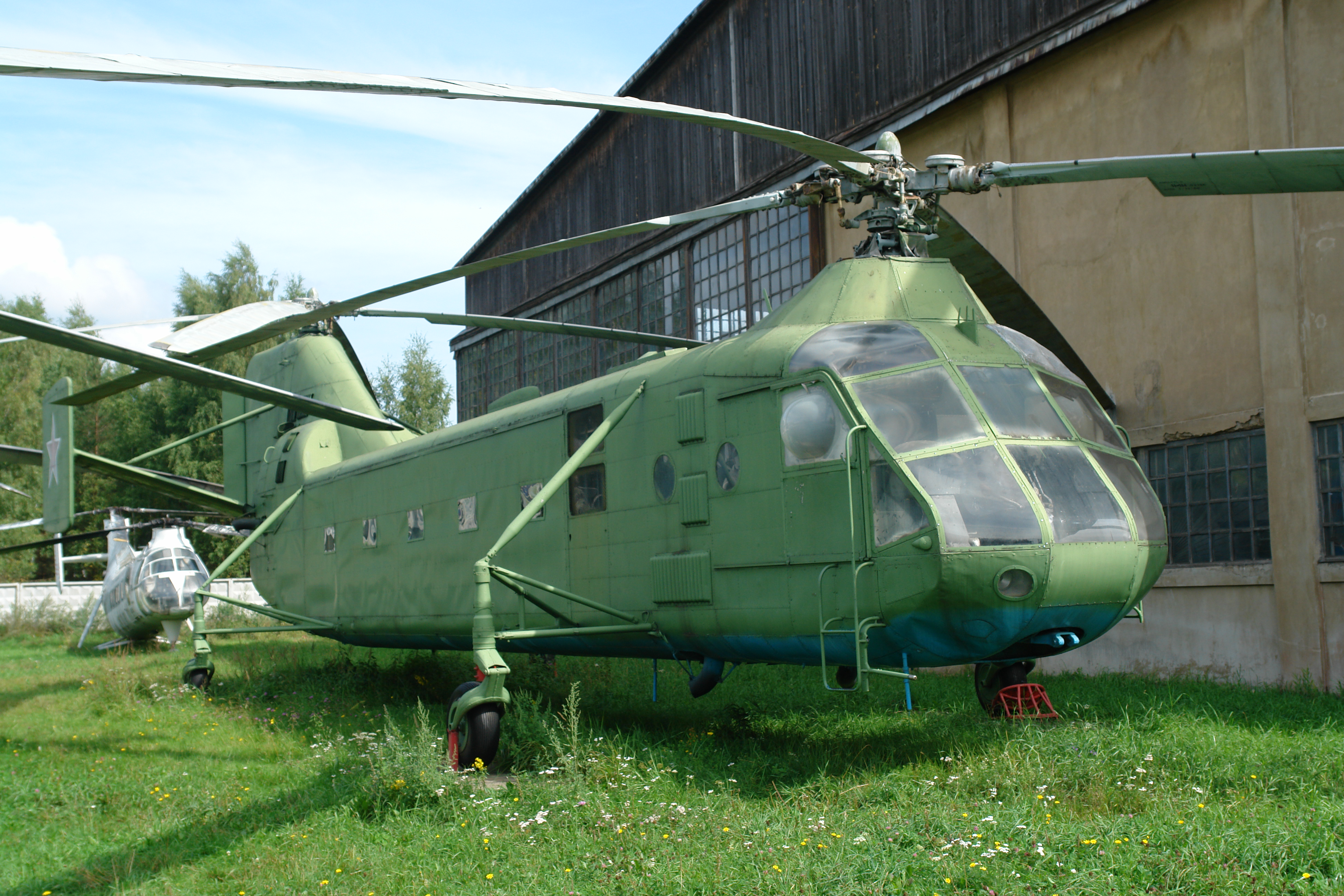
Jak–24

- Jak–52
- Jak–54

- Jak–130
- Jak–152

### Többcélú repülőgépek
- Jak–12
- Jak–112

### Helikopterek
- Jak–24